# Zuid-Afrikaanse Golf Hall of Fame
De Zuid-Afrikaanse Golf Hall of Fame is een hall of fame die op 23 december 2009 werd geopend. Het is de eerste Golf Hall of Fame buiten de Verenigde Staten en Canada.
Het museum is gevestigd in het Hyatt Regency Oubaai Hotel in George en heeft een oppervlakte van 525 m². Er zijn memorabilia te zien van onder anderen John Bland, Bobby Cole, Ernie Els, Retief Goosen, Trevor Immelman, David Leadbetter en Greg Norman.

## Hall of Famers
| Jaar | Naam                       | Info                                                        |
| ---- | -------------------------- | ----------------------------------------------------------- |
| 2009 | Sir Henry Torrens          | Oprichter van de golf in Zuid-Afrika                        |
| 2009 | A.B. Godbold               | Oprichter van de "South African Golf Union"                 |
| 2009 | R.G. Fall                  | Golfverslaggever                                            |
| 2009 | Denis Hutchinson           | Golfer en golfcommentator                                   |
| 2009 | Dale Hayes                 | Golfer en golfbaanarchitect                                 |
| 2009 | Sidney Brews               | Golfprofessional                                            |
| 2009 | Bobby Locke                | Golfprofessional                                            |
| 2009 | Gary Player                | Golfprofessional                                            |
| 2009 | Harold Henning             | Golfprofessional                                            |
| 2009 | Sally Little               | Vrouwelijke golfprofessional                                |
| 2009 | Ernie Els                  | Golfprofessional                                            |
| 2009 | Nick Price                 | Golfprofessional                                            |
| 2009 | Retief Goosen              | Golfprofessional                                            |
| 2009 | Sewsunker 'Papwa' Sewgolum | Golfprofessional                                            |
| 2009 | Mark McNulty               | Golfprofessional                                            |
| 2009 | David Frost                | Golfprofessional                                            |
| 2009 | Robert Grimsdell           | Golfbaanarchitect                                           |
| 2009 | David Leadbetter           | Golfindustrie                                               |
| 2009 | James Prentice             | Golfamateur                                                 |
| 2009 | Douglas Proudfoot          | Golfamateur                                                 |
| 2009 | Reginald Taylor            | Golfamateur                                                 |
| 2009 | Rita Easton                | Vrouwelijke golfamateur                                     |
| 2009 | Johann Rupert              | Golfbestuurder                                              |
| 2010 | Maud Gibb                  | Oprichtster van de "Woman's Golf in South Africa"           |
| 2010 | Jack Watermeyer            | Golfer en voorzitter van de Zuid-Afrikaanse golfbond        |
| 2010 | John Bland                 | Golfprofessional                                            |
| 2010 | Clarence Olander           | Golfamateur                                                 |
| 2010 | Jimmy Boyd                 | Golfamateur                                                 |
| 2010 | David Suddards             | Golfamateur                                                 |
| 2010 | Bernard Wynne              | Golfamateur                                                 |
| 2010 | Jackie Mercer              | Vrouwelijke golfamateur                                     |
| 2010 | Gillian Tebbutt            | Vrouwelijke golfamateur                                     |
| 2010 | Alison Sheard              | Vrouwelijke golfamateur                                     |
| 2010 | Theo Manyama               | Golfscheidsrechter                                          |
| 2010 | Vincent Tshabalala         | Golfprofessional                                            |
| 2010 | Richard Mogoerane          | Golfprofessional                                            |
| 2010 | Laurie Waters              | Golfer en golfcoach                                         |
| 2010 | Brian Henning              | Een van de oprichters van de South African PGA Championship |
| 2010 | Phil Ritson                | Golfprofessional en golfcommentator                         |
| 2011 | Charles Kingsley           | Lid van de Zuid-Afrikaanse golfbond                         |
| 2011 | George Fotheringham        | Golfprofessional                                            |
| 2011 | Cobie le Grange            | Golfprofessional                                            |
| 2011 | Hugh Baiocchi              | Golfprofessional                                            |
| 2011 | Jeanette Burd              | Vrouwelijke golfprofessional                                |
| 2011 | Jannie le Roux             | Vrouwelijke golfamateur                                     |
| 2011 | Simon (Cox) Hlapo          | Golfprofessional                                            |
| 2012 | Peter Louw                 | Golfbestuurder                                              |
| 2012 | Jock Brews                 | Golfprofessional                                            |
| 2012 | Otway Hayes                | Golfprofessional                                            |
| 2012 | Bobby Cole                 | Golfprofessional                                            |
| 2012 | Dave Symons                | Golfamateur                                                 |
| 2012 | Wendy Warrington           | Vrouwelijke golfamateur                                     |
| 2013 | Rae Hast                   | Vrouwelijke golfprofessional & golfbestuurder               |
| 2013 | Simon Hobday               | Golfprofessional                                            |
| 2013 | Tony Johnstone             | Golfprofessional                                            |
| 2013 | Arthur Walker              | Golfamateur                                                 |
| 2013 | Ruby Bright                | Vrouwelijke golfamateur                                     |
| 2013 | Joe Dlamini                | Golfcoach                                                   |